# Prospect (groupe)
Pour les articles homonymes, voir Prospect.
Prospect est un groupe slovène de metal progressif, originaire de Ljubljana.

## Histoire
Le groupe est formé en 1999. La même année, le groupe enregistre son premier album #1, qui est également sorti la même année. Ensuite, plus de 50 concerts sont donnés pour promouvoir l'album. En 2002, le groupe a donné plusieurs concerts avec Paul Dianno. L'album suivant, Moments, sort en 2003. En 2004, le groupe se produit au Metalcamp, auquel participent d'autres groupes comme Danzig. Toujours en 2004, le groupe effectue également une tournée en Europe. La tournée comportait 16 concerts, au cours desquels participent notamment Exodus, Agent Steel, Mortitian et Nuclear Assault. 
En 2005, des concerts suivent, notamment avec Slayer. Le groupe effectue également une tournée en Autriche avec Queensrÿche et une autre en Allemagne avec Helloween. Ensuite, le groupe enregistre l'album Chronicles of Men, qui sort en 2008. Un clip vidéo est également enregistré pour la chanson My Numbers. En 2009, le groupe participe au ProgPower Europe.

## Style musical
Le groupe joue du metal progressif, comparé à des groupes comme Queensrÿche, Vanden Plas, Poverty's No Crime et Everon, mais les chansons sont moins complexes, mais de ce fait beaucoup plus accrocheuses.

## Discographie
- 1999 : #1 (album)
- 2003 : Moments (album)
- 2008 : Chronicles of Men (album, Master of Metal)